# Ladalen Station
Ladalen Station (Ladalen holdeplass) var en jernbanestation på Nordlandsbanen, der lå ved industriområdet i bydelen Lade i Trondheim i Norge.
Stationen blev oprettet som trinbræt 29. maj 1989 og blev betjent af lokaltog fra NSB. Den blev nedlagt 15. juni 2008. Strækningen mellem Trondheim og Hell, hvor stationen lå, var det meste af stationens levetid en del af Meråkerbanen, men kort før nedlæggelsen, 6. januar 2008, overgik den formelt til Nordlandsbanen.
Stationen bestod af en kort perron med et læskur.